# Línea New Lots
La Línea New Lots es una de las líneas de la división IRT del metro de la ciudad de Nueva York, y consiste en una estructura elevada que comienza al este de Crown Heights–Avenida Utica, y continua hasta la Avenida New Lots en New Lots, Brooklyn.
La línea incluye un pasillo sin usar en el medio de una vía. En algunas áreas el espacio es usado para cuartos mecánicos y de señales.

## Listado de estaciones
| Leyenda de la estación de servicio | Leyenda de la estación de servicio                       |
| ---------------------------------- | -------------------------------------------------------- |
| Hace paradas todo el tiempo        | Paradas todo el tiempo excepto a altas horas de la noche |
| Hace paradas sólo en la noche      | Paradas sólo en la noche                                 |
| Hace paradas sólo en horas pico    | Paradas sólo en horas pico                               |
| Detalles del periodo de tiempo     |                                                          |

| Acceso para discapacitados                                        | Estación                                                          | Servicios                                                         | Apertura                                                          | Transferencias y notas                                            |                                                                   |
| Comienza como continuación de la Línea Eastern Parkway (2 3 4 5 ) | Comienza como continuación de la Línea Eastern Parkway (2 3 4 5 ) | Comienza como continuación de la Línea Eastern Parkway (2 3 4 5 ) | Comienza como continuación de la Línea Eastern Parkway (2 3 4 5 ) | Comienza como continuación de la Línea Eastern Parkway (2 3 4 5 ) | Comienza como continuación de la Línea Eastern Parkway (2 3 4 5 ) |
| ----------------------------------------------------------------- | ----------------------------------------------------------------- | ----------------------------------------------------------------- | ----------------------------------------------------------------- | ----------------------------------------------------------------- | ----------------------------------------------------------------- |
|                                                                   | Avenida Sutter–Rutland Road                                       | 2 3 4 5                                                           | 24 de diciembre de 1920                                           |                                                                   |                                                                   |
|                                                                   | Avenida Saratoga                                                  | 2 3 4 5                                                           | 24 de diciembre de 1920                                           |                                                                   |                                                                   |
|                                                                   | Avenida Rockaway                                                  | 2 3 4 5                                                           | 24 de diciembre de 1920                                           |                                                                   |                                                                   |
|                                                                   | Calle Junius                                                      | 2 3 4 5                                                           | 24 de diciembre de 1920                                           |                                                                   |                                                                   |
|                                                                   | Avenida Pensilvania                                               | 2 3 4 5                                                           | 24 de diciembre de 1920                                           |                                                                   |                                                                   |
|                                                                   | Avenida Van Siclen                                                | 2 3 4 5                                                           | 16 de octubre de 1922                                             |                                                                   |                                                                   |
|                                                                   | Avenida New Lots                                                  | 2 3 4 5                                                           | 16 de octubre de 1922                                             | Terminal buses B15 hacia el Aeropuerto JFK                        |                                                                   |